# 114659 Sajnovics
114659 Sajnovics è un asteroide della fascia principale. Scoperto nel 2003, presenta un'orbita caratterizzata da un semiasse maggiore pari a 2,3409791 UA e da un'eccentricità di 0,0193095, inclinata di 4,60685° rispetto all'eclittica.